# Mitimele
Mitimele – rzeka w Gwinei Równikowej. Stanowi część estuarium Muni wraz z rzeką Congue, Mandyani, Mven i Utamboni.